# Artemisia multiflora
Artemisia multiflora là một loài thực vật có hoa trong họ Cúc. Loài này được Trev. mô tả khoa học đầu tiên năm 1821.